# Humberto Selvetti
Humberto Selvetti (n. 31 martie 1932, Colón⁠(d), Buenos Aires, Argentina – d. 1992, Wilde⁠(d), Buenos Aires, Argentina) a fost un halterofil ce a reprezentat Argentina, medaliat olimpic. A participat la 3 ediții ale Jocurilor Olimpice (1952, 1956, 1964) în care a câștigat o medalie de argint și o medalie de bronz.